# 国近友昭
国近 友昭（くにちか ともあき、1973年4月22日 - ）は、陸上競技長距離走・マラソン元選手、現指導者（NTT西日本陸上競技部監督）。山口県光市出身。主な実績に2004年アテネオリンピック男子マラソン日本代表、2003年福岡国際マラソン優勝など。

## 経歴
光市立浅江中学校から陸上を始め、当時の陸上部顧問であった山村進（現・聖光高等学校陸上部監督）の指導を受けて実力をつけ、山口県立光高等学校時代には田村好明教諭の指導を受けインターハイに出場した。卒業後の1992年、NTT中国に入社。1996年、広島市で開催された第1回全国都道府県対抗男子駅伝で優勝した広島県チームのアンカーを務める。長身でかつ俳優の古尾谷雅人似の爽やかイケメンで、現役時代女性から高い人気を得ていた。
1997年の日本陸上選手権の男子10000mで3位。翌1998年の東京国際マラソンで初マラソン。
2000年にNTT西日本からエスビー食品に移籍、瀬古利彦監督の指導の下となる。2003年12月の福岡国際マラソンでは、マラソン日本記録保持者の高岡寿成らを下して、自己ベスト・日本歴代7位タイの記録となる2時間07分52秒のゴールタイムでマラソン初優勝を果たす。この成績が大きく評価され、翌2004年8月開催のアテネオリンピック男子マラソン日本代表に選ばれた。
しかし、アテネ五輪男子マラソン本番では、初の世界大会出場となるプレッシャーや調整の失敗もあってか、中盤で脱落してからはズルズルと後退。その後8位入賞争いにも全く加われず苦しいレースとなり、結局2時間21分13秒の42位と惨敗に終わる。ほかの日本男子代表は油谷繁が日本人トップで5位入賞、諏訪利成も6位入賞を果たし、さらに日本女子代表3人（野口みずき金メダル、土佐礼子5位、坂本直子7位）も全員入賞を果たしたため、アテネ五輪マラソン日本代表では国近だけが五輪入賞ならずという無念な結果となった。
2008年4月から城西大学の経営学部に学生として入学し、のち卒業。同大学在学中は、櫛部静二と共に駅伝部の指導にも加わっていた。2010年12月5日、福岡国際マラソンの完走を最後に、現役引退を発表した。
引退後はエスビー食品陸上部のコーチ業を務めていたが、2013年3月限りで同陸上部が廃部。同年4月、DeNAがヱスビー食品に所属した多数の選手・スタッフを受け入れる形で移籍。2016年4月、同ランニングクラブのコーチから監督へ就任した。
2021年4月1日、NTT西日本陸上競技部監督に就任。

## 自己ベスト
- 5000m 13分37秒78（1998年5月・静岡国際）
- 10000m 28分05秒38（2003年9月・全日本実業団）
- ハーフマラソン 1時間02分14秒（2001年11月・名古屋ハーフマラソン）
- マラソン 2時間07分52秒（2003年12月・福岡国際マラソン）

## 主な戦跡
- 1997年　日本陸上競技選手権大会男子10000m　3位
- 1998年　東京国際マラソン　6位　2:11:28
- 1999年　福岡国際マラソン　6位　2:10:10
- 2000年　福岡国際マラソン　途中棄権
- 2002年　福岡国際マラソン　8位　2:15:59
- 2003年　姫路城ロードレース10マイル　優勝（大会新記録）
- 2003年　びわ湖毎日マラソン　8位　2:10:24
- 2003年　福岡国際マラソン　優勝　2:07:52　※アテネオリンピック代表選考会
- 2004年　アテネオリンピック　42位　2:21:13
- 2005年　ソウル国際マラソン　3位　2:11:32
- 2006年　福岡国際マラソン　6位　2:13:49
- 2009年　防府読売マラソン　2位　2:14:38
- 2010年  福岡国際マラソン　18位　2:20:49　※ラストラン・引退レース